# Alejandro Salazar
Alejandro Salazar Salvador (Almería, 19 de septiembre de 1913-Paracuellos de Jarama, 9 de noviembre de 1936) fue un político español de extrema derecha. Destacado dirigente de FE de las JONS, sería asesinado al comienzo de la Guerra civil víctima de la represión en la zona republicana.

## Biografía
Nacido en Almería en 1913, realizó estudios de filosofía y letras en la Universidad Central de Madrid.
Ingresó en Falange en 1934, dedicándose posteriormente a la creación y organización de la Falange en su provincia natal. Llegaría a ocupar simultáneamente la jefatura provincial de Falange y la jefatura provincial del SEU en Almería. Persona muy leal a José Antonio Primo de Rivera, en enero de 1935 fue nombrado jefe nacional del Sindicato Español Universitario (SEU). Durante su etapa al frente del sindicato universitario falangista la organización vivió un fuerte impulso. Dirigió el semanario Haz editado por el SEU. En la primavera de 1936, en el contexto de la ilegalización de Falange, Salazar fue detenido junto a otros dirigentes de Falange. Tras el estallido de la Guerra civil fue asesinado durante las llamadas Matanzas de Paracuellos.